# Volný trh
Volný trh (někdy nazývaný svobodný trh) je systém nebo instituce směny, kde se ceny určují dohodou prodávajících a kupujících bez státní intervence a regulace. Má být také každému přístupný, s co nejmenšími omezeními. Volný trh je jádrem tržního hospodářství, jehož opakem je hospodářství řízené nebo příkazové.

Křivky poptávky (červeně) a nabídky (modře). P je cena, Q je množství. Rovnovážná cena, při níž se nabídka i poptávka uspokojí, je dána průsečíkem obou křivek.

## Popis
Na volném trhu jsou vlastnická práva dobrovolně směňována za ceny dohodnuté pouze mezi prodávajícím a kupujícím. Kupující a prodávající nejsou vzájemně nuceni v tom smyslu, že získají majetek druhé strany bez použití fyzické síly, hrozby fyzické síly nebo podvodu, ani nejsou nuceni od třetí strany (např. vláda prostřednictvím transferové platby). Kromě toho, na volném trhu není použita síla, aby se zabránilo konkurenci mezi kupujícími nebo mezi prodávajícími (tzv. volná hospodářská soutěž). Proto síla nemá vliv na cenu, ale cena je výsledek nákupních a prodejních rozhodnutí. Volný trh ostře kontrastuje s řízenými nebo regulovanými trhy, které vlády přímo nebo nepřímo regulují prostřednictvím cen nebo nabídky, což podle teorie volného trhu narušuje tržní signály.
Ceny zboží nebo služeb na trhu pomáhají komunikovat spotřebitelskou poptávku směrem k výrobci, a tak řídí přidělování prostředků ke spotřebitelské, stejně jako investorské spokojenosti. Na volném trhu je cena výsledkem značného množství dobrovolných transakcí, nikoli politického nařízení jako na řízeném trhu. Díky volné soutěži mezi prodejci v poskytování produktů a služeb mohou ceny klesat a zvyšuje se kvalita zboží a služeb. Volný trh se nesmí zaměňovat s dokonalým trhem, kde jednotlivci mají dokonalé informace a je dokonalá konkurence.
Ekonomika volného trhu je úzce spojena s ekonomickou filozofií laissez-faire, která se zasazuje o přibližování k tomuto stavu v reálném světě především prostřednictvím omezováním zásahů státu do ekonomických záležitostí na úroveň regulace, která brání používání síly a proti podvodům mezi účastníky trhu. Protože moc vlády je omezena na defenzivní roli, vláda nepoužívá sílu nad rámec vybírání daní pro účely financování údržby volného trhu. Někteří zastánci volného trhu jsou rovněž proti daním a tvrdí, že trh je lepší na poskytování všech služeb, kde obrana a právo nejsou výjimkou, a že tyto služby mohou být poskytovány bez přímého zdanění. Například anarchokapitalisté často navrhují systém soukromých arbitrážních a bezpečnostních agentur.
Zatímco někteří ekonomové považují volný trh za užitečný zjednodušující model pro vytváření hospodářských politik k dosažení sociálních cílů, u jiných jde o volný trh jako o normativní spíše než popisný pojem, a tvrdí, že politiky, které se odchylují od ideálního řešení prostřednictvím volného trhu jsou 'špatné', i když mohou přinést okamžité sociální výhody.

## Teorie
Opačný extrém k volnému trhu dle politické ekonomie je příkazová ekonomika, kdy rozhodnutí týkající se výroby, distribuce a cen jsou záležitostí státu. Jinými protiklady jsou dárcovská ekonomika a přírodní ekonomika, jak je známe zejména z etnografie. Smíšená ekonomika se nachází mezi plánovanou a tržní ekonomikou.
V sociální filozofii je ekonomika volného trhu systém pro přidělování věcí v rámci společnosti: nikoli stát, ale kupní síla prostřednictvím nabídky a poptávky na trhu určuje, kdo si co může dovolit a co se bude vyrábět. Raní zastánci svobodného tržního hospodářství v 18. století v Evropě byli v opozici vůči středověkým, raně-novověkým a merkantilistickým ekonomikám, které je předcházely. Termín volný trh použil poprvé v historii v roce 1751 francouzský osvícenský spisovatel a politik markýz d'Argenson.